# Јелена Вићентић
Јелена Вићентић (Београд, 1988) српска је сликарка, позната по муралима.

## Биографија
Јелена Вићентић је дипломирала 2012. на одсеку за сликарство на Факултету ликовних уметности у Београду. Добила је стипендију за специјализацију на Летњим академијама у Траункирхену и Салцбургу (2012, Аустрија). 2014. боравила је у Ланакену у Белгији на специјализацији.

## Изложбе

### Самосталне
- Галерија културног центра, Обреновац (2011)
- „Speed Queen“, галерија Kunstraum EWIGKEITSGASSE, Беч (2012)
- „Together and more“, галерија Kunstraum EWIGKEITSGASSE, Беч (2013)
- ’’Perpetuum mobile’’, галерија Божидарац, Београд (2017)

### Колективне
- 38., 39.,40. и 41. изложба цртежа и скулптура малог формата студентата ФЛУ, галерија Дома омладине, Београд (2009-2012)
- XVI Biennial of Student drawing, Велика галерија Дом културе Студентски град, Београд (2011)
- Први међународни студентски цртачки бијенале, Софија (2012)
- ,,2/2”, Галерија културног центра, Обреновац (2013)
- III International Watercolor Biennial, галерија A, Београд (2014)
- ST.ART, “START”, галерија Штаб, Београд (2015 и 2016)
- Нишка уметничка фондација  “Young2016”, галерија “Србија“ у Нишу, и галерија “Кућа легата" Београд (2015 и 2016)
- ST.ART, галерија Општине Врачар, Београд (2016)
- ST.ART ''HOMINIS'', галерија Културног центра, Нови Сад (2017)
- ''Art on paper'', галерија Куће Војновића, Инђија, Народни музеј Ужице, Народна библиотека Србије, Београд (2017)
- ''ST.ART'', галерија Салон 77, Ниш (2017)
- 25. Art Market, Кућа краља Петра I Карађорђевића, Београд (2017)
- ‘’Views 2018’’, галерија ’73, Баново Брдо, Београд (2018)
- Нишка уметничка фондација “Young2018”, галерија “Филип Морис“ Ниш и галерија “Кућа легата" Београд (2018)
- "LOVE" , Gallery O3one Prozor, Београд (2018)
- ‘’New Era’’, Gallery Art Number 23, Лондон (2020)
- ‘’Festival DEV9T’’, Стара Циглана, Београд (2021)
- ‘’The Art of Sport’’, галерија CMC, Београд (2021)

## Изабрана дела
- Мурал на фасади Дома културе у Ресавици (2010)
- Мурал на фасади зграде Факултета драмских уметности у Београду (2013).
- Мурал са приказом авиона у приватној гаражи у Београду.[2]

## Награде
- Награда "Стеван Кнежевић" професора ФЛУ за цртеж, Београд (2012)